# Euskadi ta Askatasuna
Euskadi ta Askatasuna (ETA; baskiska för "Baskerlandet och friheten", på svenska även Eta i enlighet med Språkrådets skrivregler) var en baskisk separatistisk rebellgrupp som hade som mål att skapa en självständig och socialistisk baskisk stat av sju spanska och franska provinser i Pyrenéerna.
ETA är stämplat som en terroristorganisation av FN, USA och EU. Mellan 1968 och 2003 anses omkring 800 personer ha dödats i terrordåd utförda av ETA. De metoder som användes var främst bombdåd och riktade avrättningar, riktade mot myndighetspersoner. ETA undvek i största möjliga mån att döda civila men det förekom också.
Organisationen finansierade sin verksamhet bland annat genom att skicka ut brev till företagare där de uppmanar till att betala "revolutionär skatt" för beskydd.

## Tidig historia

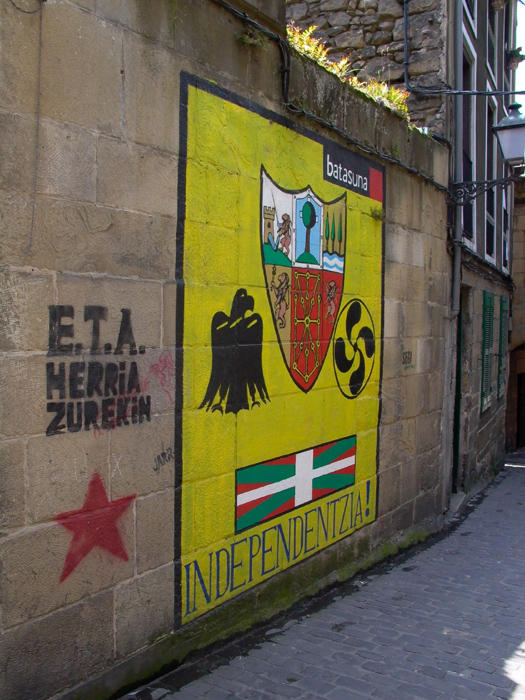
En väggmålning för det numera bannlysta partiet Batasuna som efterlyser självständighet. Bredvid har någon sprejat en röd stjärna och slagordet E.T.A. herria zurekin, 'ETA, folket är med dig'.

Organisationen bildades 1959 av unga baskiska studenter som en direkt reaktion på diktatorn Francisco Francos förtryck. Det studenterna krävde var att en oberoende baskisk stat skulle upprättas med baskiska som sitt officiella språk. Sin första våldsamma handling utförde ETA 1961, då man sökte  få ett tåg med Franco-anhängare och veteraner från den nationalistiska sidan i spanska inbördeskriget att spåra ur på väg till San Sebastián där en fest skulle hållas. Detta misslyckades dock eftersom attentatsmännen arresterades och misshandlades innan tåget hunnit komma fram. 
Fram till 1968 fördes ETA:s kamp genom att förstöra infrastruktur och spanska symboler, samt att hänga upp den förbjudna baskiska flaggan på offentliga platser. År 1968 sköt dock en ETA-medlem ihjäl en spansk polis i en vägkontroll varpå en våldsspiral påbörjades. Sedan år 1968 rekryterades även medlemmar från den baskiska minoriteten i Frankrike. 
I början av sin väpnade kamp fanns ett betydande stöd i den spanska oppositionen och den baskiska befolkningen för ETA, särskilt när de i december 1973 genom ett bombdåd mördade amiral Luis Carrero Blanco, som då var Spaniens premiärminister samt vice regeringschef, och som ansågs vara Francos kommande efterträdare. Den 20 december skulle en rättegång inledas i Madrid  mot en av ledarna för ETA och samma dag utförde ETA ett attentat mot Carrero Blanco. Premiärministern var på väg till en gudstjänst när en kraftig sprängladdning detonerade under hans bil, som slungades 20 meter upp i luften och över ett femvåningshus. Explosionen tog död på Carrero Blanco, hans chaufför och livvakt. Franco blev personligen chockad av attentatet och diktatorns grepp om makten blev mycket osäkrare efter attentatet. Detta attentat är ett av få uppskattade attentat av spanjorerna eftersom man anser att detta kan ha lett till att demokratin snabbare upprättades i landet. Senare blev dock organisationens aktiviteter inte lika populära.

## Efter Francos död
När Franco avled i november 1975 hade i hans närmaste omgivning män av mer moderat och försiktigt snitt fått större inflytande och dessa iscensatte snabbt en övergång till demokrati i Spanien. Adolfo Suarez vann valet 1977 och tycktes beredd att förhandla med baskiska nationalister. 1978 hade de flesta av ETA:s medlemmar som suttit fängslade blivit frisläppta. Men för ETA var kravet på fullständig oavhängighet inte förhandlingsbart så när medlemmarna släpptes blev det lätt för dem att återigen sätta igång sin terrorverksamhet. 
Efter Francos död vägrade ETA till skillnad från andra nationalistiska krafter i Baskien att godkänna autonomistadgan från 1979 som gav delar av Baskien regional autonomi. ETA rättfärdigade sina handlingar genom att hävda att fastän Francos tid nu var över och borgerlig demokrati upprättats i landet var den spanska staten minst lika brutal. Samtidigt skapade den spanska regeringen en illegal antiterroriststyrka kallad GAL, som kidnappade och avrättade flera misstänkta ETA-medlemmar, varav en del senare visat sig vara oskyldiga. Efter de händelserna inrättades särskilda antiterroristlagar med bland annat en särskild tribunal för gripna och ett system att sprida ut fängslade ETA-medlemmar över landets fängelser för att splittra dem. I dagsläget sitter närmare 700 ETA-medlemmar i spanska och franska fängelser.
Ända tills 1998 gick en spricka mellan de basker som accepterade 1979 års autonomistadga och vänsterrörelsen som med ETA i spetsen kämpade för ett oberoende Storbaskien. Sommaren 1998 träffades den spansk-baskiska regionalregeringen hemligt med ETA, kort därpå formade de borgerliga nationalisterna, vänsternationalisterna och även det spanska Förenade vänstern (IU) Lizarraalliansen. Förebilden var fredsprocessen i Nordirland. Efter drygt 16 månader sade ETA upp vapenvilan och genomförde i januari 2000 en bombattatentatsvåg i Spanien.
Men vänsternationaliströrelsen, som i Baskien betecknas som ”den patriotiska vänstern” (izquierda abertzale), utgör fortfarande en stark minoritet i Baskien. I det sista val då deras politiska parti Batasuna, tidigare Herri Batasuna, tilläts delta, regionalparlamentsvalet 2001, fick rörelsens lista runt tio procent av rösterna. Batasuna blev den 26 augusti 2002 föremål för en förundersökning på grund av påstått samröre med ETA. Den 18 mars 2003 förbjöds partiet "preliminärt" av undersökningsdomaren Baltasar Garzón och förbjöds att delta i politiska val. Ett par månader senare klassades partiet, efter den konservativa spanska regeringens påtryckningar som en terroristorganisation även av USA och EU. Batasunas verksamhet tolereras dock för närvarande av såväl de franska som spansk-baskiska myndigheterna. I december 2005 bekräftade Spaniens författningsdomstol Garzóns preliminära partiförbud. Parallellt inleddes en massrättegång mot 55 personer som anklagas för samröre med ETA.

## Vapenvilor och nedläggning
Med start 24 mars 2006 inledde ETA en ensidig vapenvila. Den upphörde nio månader senare, den 30 december 2006, när ETA detonerade en bilbomb vid terminal 4 på flygplatsen Barajas i Madrid. Vid explosionen, som enligt ETA var förvarnad, dödades två ecuatorianska medborgare. Dådet ledde till manifestationer emot våldet runt om i landet.
Den 30 juli 2009 exploderade en sprängladdning i samhället Palma Nova någon mil väster om regionhuvudstaden Palma vilket resulterade i två nationalgardisters död. Den spanska polisen hittade senare samma kväll ytterligare en sprängladdning på Mallorca som de lyckades desarmera. Den 9 augusti exploderade tre bomber på Mallorca, ingen skadades då ETA hade förvarnat.
I september 2010 förklarade ETA återigen vapenvila, genom en video som skickades till brittiska BBC och den baskiska dagstidningen Gara. Beskedet mottogs med skepsis av både den lokala baskiska regeringen och av den spanska regeringen i Madrid. I januari 2011 utlystes en ny villkorslös vapenvila.
I oktober 2011, efter en internationell fredskonferens som hållits i San Sebastián, meddelade ETA att de upphör med sin militära aktivitet genom ett pressmeddelande som skickades till BBC, Berria och Gara. Många spanjorer såg skeptiskt på löftet, då det inte är första gången ETA utlovar vapenvila. Dessutom gjordes inga utfästelser om vapenöverlämning eller upplösning av organisationen. Spaniens premiärminister José Luis Rodríguez Zapatero kommenterade utlåtandet med att utropa "demokratins seger över terrorismen".
I ett videomeddelande släppt den 21 februari 2014 gjorde organisationen det känt att man nu är redo för att avvecklas. 16 april 2018 upplöstes organisationen, 59 år efter bildandet.